# Manuel Guilherme
Manuel Guilherme (Lisboa, 25 de Novembro de 1658 – 16 de Agosto de 1730) foi um frade dominicano português, professou no convento dominicano de Azeitão em 25 de Abril de 1676.
Foi homem de cultura eminente como se deduz dos empregos em que ocupou a sua vida de religioso. Leccionou Teologia moral no Real Colégio de Nossa Senhora da Escada, situado perto de São Domingos, em Lisboa e tinha igualmente bons dotes oratórios, tendo sido pregador da Capela Real e em diverso púlpitos durante um longo período de 40 anos. Desempenhou diversos relevantes cargos, como o de Qualificador do Santo Ofício, Examinador Sinodal do Arcebispado de Lisboa, do Tribunal da Mesa da Consciência, e Ordens, e das Igrejas do Padroado.
Contribuiu com a soma de 100 mil cruzados para as obras de amplificação da livraria do Convento de S. Domingos de Lisboa, a qual chegou a conter mais de 16 mil volumes, sendo uma das mais selectas e numerosas do seu tempo, mas veio a ser totalmente destruída no incêndio que se seguiu ao Terramoto de Lisboa de 1755.
Deixou diversas obras publicadas, das quais se destacam Agilógico Dominicano;  Vida dos Santos;  Beatos e Mártires e outras pessoas Veneráveis da Ordem dos Pregadores por todos os dias do ano.
O Tomo I foi impresso em 1709, abrange os meses de Janeiro a Março. O Tomo II, datado de 1710, os meses de Abril a Junho, o Tomo III também de 1710 os meses de Julho a Setembro e finalmente o tomo IV de 1712 os de Outubro a Dezembro.